# 陳維齡
陳維齡（1975年12月8日—），台灣女藝人，曾當選中國小姐，為台灣著名模特兒，亦參與連續劇拍攝，結識宋逸民後兩人交往並結婚，婚後走入家庭、放棄演藝工作，後因電視節目製作人邀約成為大嫂團一員紅遍台灣，後篤信基督教和丈夫宋逸民一同參與社會公益活動，更在2020年和先生建立「藝起發光促進協會」新堂。

## 個人生涯
结束八年爱情长跑，與宋逸民於2003年1月4日結婚，兒子於2004年出生，女兒於2014年出生。 1999年曾與老公一同出演电视剧《秋天的童話》。 2007年与老公一起参加《國光幫幫忙》，在談論性節目爆红。进而使其妻在2008年10月，与弟媳洪百榕、Vicky（屈中恒妻）、林秀琴、金友莊（已故藝人高凌風前妻）组成人妻团，并主持《美味擂台》。
後篤信基督教和丈夫宋逸民一同擔任許多廣告代言和帶領多位藝人參與社會公益活動，更在2020年和先生建立「藝起發光促進協會」新堂，並在同年2月29日由寇紹恩牧師洪善群長老及多位牧師按立成為師母。

## 主持
- 年代綜合台《霹雳00妻》
- JET綜合台《美味擂台》

## 演出作品

### 電視劇
| 年 份  | 頻 道 | 劇 名                                     | 飾 演        |
| ------ | ----- | ----------------------------------------- | ------------ |
| 1997年 | 華視  | 施公奇案（夜遊神）                        | 梅妃         |
| 1997年 | 華視  | 台灣靈異事件（倩女幽魂）                  | 謝美娟       |
| 1998年 | 華視  | 台灣靈異事件（靈異家族）                  | 林淑女       |
| 1998年 | 華視  | 台灣靈異事件（暫時停止呼吸）              | 方小霞       |
| 1999年 | 華視  | 台灣靈異事件（牽魂/色膽包天）             | 胡欣欣       |
| 1999年 | 華視  | 台灣怪談（我要回家）                      | 金佩姍       |
| 1999年 | 華視  | 台灣靈異事件（芋頭鬼與蕃薯鬼）            | 張雅容       |
| 1999年 | 華視  | 台灣靈異事件（大刀鬼王）                  | 張雅蓉       |
| 1999年 | 民視  | 富貴在天                                  | 廖明玉       |
| 1999年 |       | 一千个秋天秋天的童话                      |              |
| 2000年 | 華視  | 台灣靈異事件（連環鬼計）                  | 陳玲         |
| 2000年 | 華視  | 台灣靈異事件（72小時闖天關 永別了！明光） | 陳佳珍       |
| 2000年 | 華視  | 台灣靈異事件（猛男一條龍）                | 小雅         |
| 2000年 | 華視  | 台灣靈異事件（特異功能大決戰）            | 皮卡丘       |
| 2009年 | 台視  | 敗犬女王                                  | 客串花店員工 |

### 舞台剧
- 2010年 舞台剧 2010爱在四月天 合作：宋逸民

## 外部連結
- 陳維齡的新浪微博
- 陳維齡的Facebook專頁
- 宋逸民和陳維齡的幸福生活的Facebook專頁
- 陳維齡在豆瓣上的资料（简体中文）